# Klasztor karmelitów w Pilźnie
Klasztor karmelitów w Pilźnie – zespół budynków, w którego skład wchodzą kościół pw. św. Katarzyny i Barbary, budynek klasztoru oraz zabudowa gospodarcza. Początkowo należał do augustianów.
Klasztor augustianów w Pilźnie został założony najprawdopodobniej przez Władysława Jagiełłę 2 marca 1403 r. Przed 1413 r. zbudowano kościół, do którego prawdopodobnie przylegał drewniany budynek klasztoru. Budowle ucierpiały podczas najazdów, w 1474 r. (odbudował je król Zygmunt I Stary) i 1657 r. W 1675 r. klasztor spalili mieszczanie, którzy oskarżyli zakonników o spowodowanie epidemii „morowego powietrza”. W XVIII w. zespół, znajdujący się wówczas w złym stanie, przejęli karmelici. Wyybudowali oni nowy, murowany, klasycystyczny budynek klasztoru i przebudowali gotycki kościół, nadając mu cechy neoromańskie.

## Lokalizacja

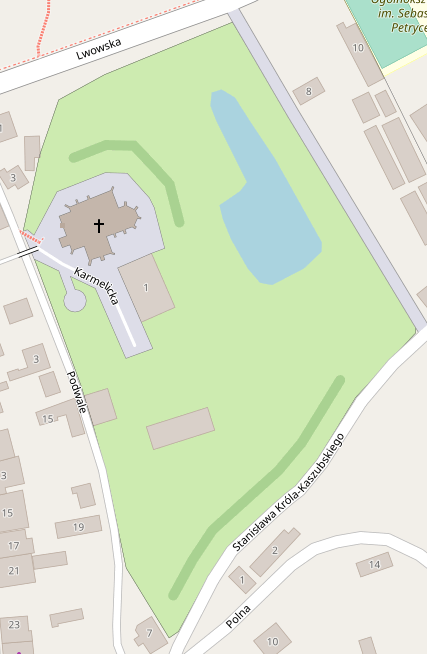
Plan zespołu

Zespół znajduje się w środkowej części miasta, na wschód od Rynku w Pilźnie. Zajmuje powierzchnię ok. 1,5 ha; jest ograniczony ulicami: Lwowską od północy, Podwale od zachodu i Stanisława Króla-Kaszubskiego od południa. Został otoczony murowanym ogrodzeniem.
Teren zespołu obejmuje m.in. obszar dawnych wałów obronnych, które niegdyś otaczały miasto, a także niewielki zbiornik wodny. Od frontu kościoła wybiega krótka ul. Karmelicka, do klasztoru prowadzi także wjazd od ul. Węgierskiej. Zabudowania znajdują się w północno-zachodniej części siedliska – budynek klasztoru (pod adresem ul. Karmelicka 1) usytuowany jest na południe względem kościoła, na zachód od niego znajduje się budynek gospodarczy z końca XIX w.

## Historia
Klasztor w Pilźnie, zgodnie z twierdzeniami współczesnej historiografii, został założony przez Władysława Jagiełłę 2 marca 1403 r. Władca stosownym dokumentem wydał zgodę na fundację oraz przekazał na nią plac (parcelę) pod budowę. Organizatorem był o. Filip (który został później pierwszym przeorem), oddelegowany przez przełożonego klasztoru w Kazimierzu – z pieniędzy powierzonych przez kazimierski klasztor zakupił on pod budowę dwie kolejne parcele. 12 marca 1403 r. fundację potwierdził bp Piotr Wysz, obdarzając zakonników przywilejem odpustowym. Ksiądz Bruździński przypuszcza, że świątynię wzniesiono przed 1413 r., a wg Nawrockiego stało się to jeszcze w 1403 r. W świetle dokumentu fundacyjnego kościół nosił wezwanie Wniebowzięcia Najświętszej Maryi Panny oraz Świętych Katarzyny i Barbary. Prawdopodobnie bezpośrednio do niego przylegał drewniany budynek klasztoru. Przez pewien czas spór z domem zakonnym o place i domy toczył proboszcz miejscowej parafii, ks. Paweł, jednakże zakończył się on ugodą z 1 lutego 1405 r.
Klasztor w Pilźnie w początkach swej działalności stanowił część powstałej w 1299 r. prowincji bawarskiej zakonu augustianów, którą w 1431 r. podzielono na dziewięć mniejszych okręgów – wówczas stał się częścią okręgu polskiego. Po wystąpieniu Marcina Lutra, 6 sierpnia 1547 r. utworzono niezależną prowincję polską, a klasztor pilźnieński stał się jej częścią. Najwyższym urzędem w klasztorze było stanowisko przeora, który był wybierany na początku na trzyletnią, a od 1761 r. na czteroletnią kadencję. Zaraz po nim wybierano kaznodzieję.
Kościół i klasztor ucierpiały podczas najazdu wojsk węgierskich dowodzonych przez Tomasza Tharczaya, który miał miejsce 1 lutego 1474 r. Odbudował je król Zygmunt I Stary, panujący w latach 1507–1548. Wizytacja bp. Jerzego Radziwiłła wspomina o nowym budynku klasztoru – stary, drewniany prawdopodobnie spłonął w pożarze miasta w 1595 r. Wizytacja Piotra Skieczeńskiego, prepozyta bieckiego, z 1608 r. wspomina natomiast, że była to budowla drewniana, wolnostojąca.
XVI w. był czasem rozwoju miasta – wizytacje biskupie przedstawiają kościół jako bardzo zadbany. Na przełomie XVI i XVII w. dużym źródłem dochodów klasztoru były darowizny od wiernych: do jednej z największych należało 3000 złp zapisane w testamencie przez Wojciecha Bobolę.
W czasie potopu szwedzkiego, 18 marca 1657 r., wojska siedmiogrodzkie Jerzego II Rakoczego złupiły kościół oraz ograbiły i spaliły klasztor. Za panowania Władysława IV Wazy o naprawę drogi pod domem zakonnym procesowały się z zakonnikami władze miasta. Król wsparł klasztor, jednak mieszczanie zlekceważyli to, stwierdzając, że na grunty klasztorne należy nałożyć podatek. Zakonników ponownie poparł król Michał Korybut Wiśniowiecki, uwalniając ich od podatku i udzielając przywileju wolnej propinacji.
W 1675 r., gdy w mieście wybuchła epidemia, „morowe powietrze”, mieszkańcy podejrzewali, że wyszła ona z klasztornej karczmy. Miały miejsce rozruchy, podczas których tłum mieszczan zabił burmistrza, a następnie napadł na klasztor, paląc trzy domy zakonne i zabijając jednego z zakonników. Dom zakonny zwrócił się sądu kapturowego województwa sandomierskiego, a miasto zostało ukarane. Ostatecznie 11 listopada 1677 r. klasztor zawarł z magistratem ugodę.

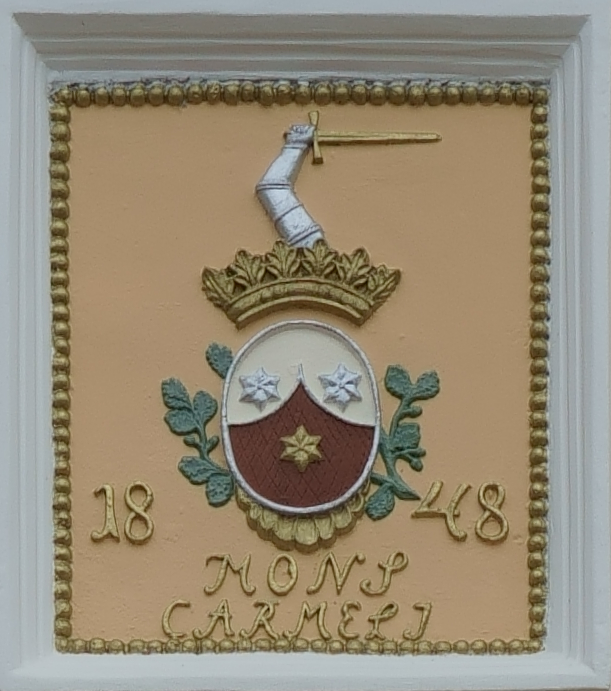
Herb karmelitów nad drzwiami klasztoru

Na początku XVIII w. kościół i budynek klasztoru znajdowały się w złym stanie technicznym, wizytacje prowincjała nakazywały dokonanie odpowiednich napraw – był to jednak duży problem finansowy dla zakonników. W XVIII w. nastąpił upadek duchowy klasztoru, odzwierciedlający kryzys religijności w czasach saskich i stanisławowskich. Negatywny wpływ na stosunki kościelne miały rozbiory Polski – w latach 1783–1787 zlikwidowano wszystkie klasztory augustianów w Galicji oprócz Pilzna. Klasztor skazany był na wymarcie, gdyż władze zakazały przyjmowania nowych zakonników. W 1811 r., gdy pożar strawił kościół i przylegający do niego od południa budynek klasztoru, został on prowizorycznie zabezpieczony. W 1832 r. zmarł ostatni augustianin, ks. Jerzy Frączkiewicz, a klasztor uległ kasacji.
Po zlikwidowaniu klasztoru augustianów zabudowania zespołu pozostawały bez opieki. W 1833 r. bp Franciszek de Paula Pisztek zapraszał do przejęcia klasztoru zakon jezuitów, jednak prawdopodobnie zniechęciły ich ciążące na nim zobowiązania. W 1837 r. mieszkańcy zwrócili się do biskupa tarnowskiego z prośbą o przekazanie klasztoru innemu zakonowi. 27 lipca 1840 r. założenie przejęli karmelici prowincji galicyjskiej – pierwszym przeorem został 24 marca 1841 r. o. Alfons Jakiel. Zgodę na objęcie klasztoru wymusił na zarządzie prowincji Ferdynand Karol Józef Habsburg-Este. Nowi gospodarze wybierali przeora na trzyletnią kadencję, dochody czerpali ze sprzedaży zboża i zwierząt, z dzierżaw, czynszów, obligacji oraz ofiar mszalnych. W XIX w. placówka liczyła od trzech do pięciu zakonników.
W 1848 r. karmelici rozpoczęli przebudowę gotycko-renesansowego wówczas kościoła, nadając mu neoromański wystrój elewacji (mury pokryto wówczas tynkiem oraz nieco podwyższono), a wewnątrz – wystrój barokowy. W tym samym roku wybudowano nowy, murowany, klasycystyczny budynek klasztoru. W 1868 r., po pożarze z 1865 r. (lub 1866 r.), dokonano kolejnej przebudowy w stylu neoromańskim. To wówczas dobudowano wieżę, a kościół otrzymał wygląd zbliżony do obecnego.
Po II wojnie światowej kilkakrotnie prowadzono prace przy kościele: w latach 1945–1951 sprawiono witraże okienne, balaski i nową stolarkę, w latach 1970–1985 prowadzono prace konserwatorskie przy ołtarzach, a w latach 1991–1993 wymieniono pokrycie dachowe kościoła oraz wieży.

### Kult Matki Bożej Pocieszenia

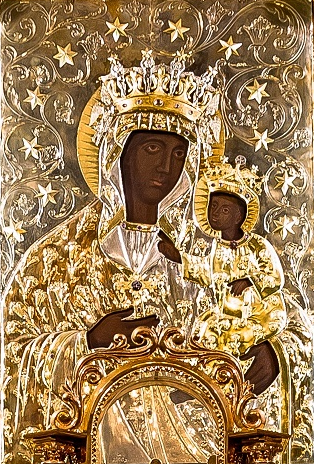
Otoczony kultem obraz Matki Bożej Pocieszenia

Pilzno od średniowiecza było ośrodkiem kultu maryjnego. Kiedy Ziemią Pilźnieńską władał ród Gozdawitów, wizerunek Matki Bożej znajdował się w kaplicy basztowej, a po obronie grodu przed Tatarami w XIII w. został przeniesiony najpierw do kościoła parafialnego, a następnie do klasztoru. Zniszczenie otoczonego kultem obrazu MB Pocieszenia odnotowano po najeździe wojsk węgierskich Tomasza Tharczaya w 1474 r.; odmalowano go ok. 1500 r., a ponownie spłonął w 1657 r., podczas najazdu wojsk siedmiogrodzkich Jerzego II Rakoczego. Nowy wizerunek Matki Bożej Pocieszenia został namalowany w 1665 r. i znajduje się w ołtarzu w kaplicy północnej
Dekretem z 1 października 2006 r. bp Wiktor Skworc potwierdził istnienie w kościele klasztornym Sanktuarium Matki Bożej Pocieszenia, nadając mu przywilej możliwości uzyskania odpustu zupełnego przez wiernych. Kustoszem ustanowił każdorazowego przeora domu zakonnego.

## Architektura

### Klasztor

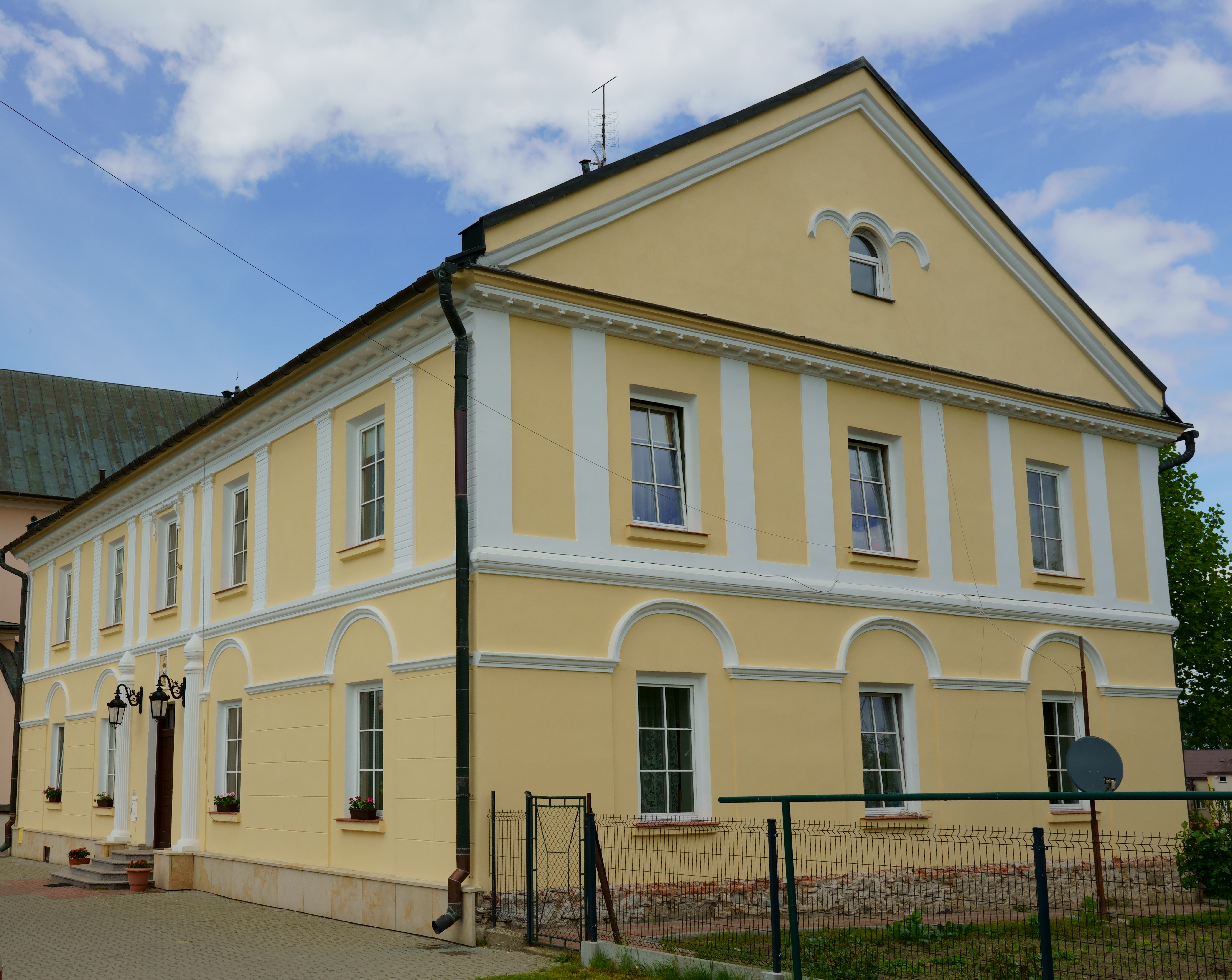
Budynek klasztoru

Budynek klasztoru został wzniesiony z cegły pełnej czerwonej, na zaprawie wapienno-piaskowej, z użyciem kamienia. Jest przykładem budowli klasycystycznej, skonstruowanej na planie prostokąta; jest dwukondygnacyjny i częściowo podpiwniczony. Układ wnętrz jest trójosiowy. Ściany z zewnątrz pokryto tynkiem cementowo-wapiennym, a od wewnątrz – tynkiem wapiennym. Dach budynku jest dwuspadowy, kryty dachówką.
Elewacje są bogato zdobione – w dolnej kondygnacji boniowaniem i gzymsem tworzącym łuki, a w górnej – pilastrami. Gzymsy wieńczą ściany oraz przedzielają kondygnacje.

Plan budynku wg M. Grabskiego (1995)

Otwory okienne są prostokątne. Główne wejście do budynku znajduje się w środkowej osi elewacji frontowej, pomiędzy dwoma kolumienkami, które zwieńczono głowicami. Nad nim umieszczono wizerunek herbu zakonu karmelitów, z datą budowy klasztoru – 1848.
Nad pomieszczeniami piętra znajdują się płaskie, drewniane stropy, a pomieszczenia na parterze nakryto sklepieniami żaglastymi (z wyjątkiem korytarza, sklepionego kolebkowo – podobnie jak murowane piwnice). Na parterze pomieszczenia zostały przeznaczone na refektarz i pokój gościnny. Na piętrze znajduje się oratorium.
Powierzchnia użytkowa obiektu wynosi ok. 320 m², kubatura liczy ok. 1600 m³.

### Kościół Świętych Katarzyny i Barbary

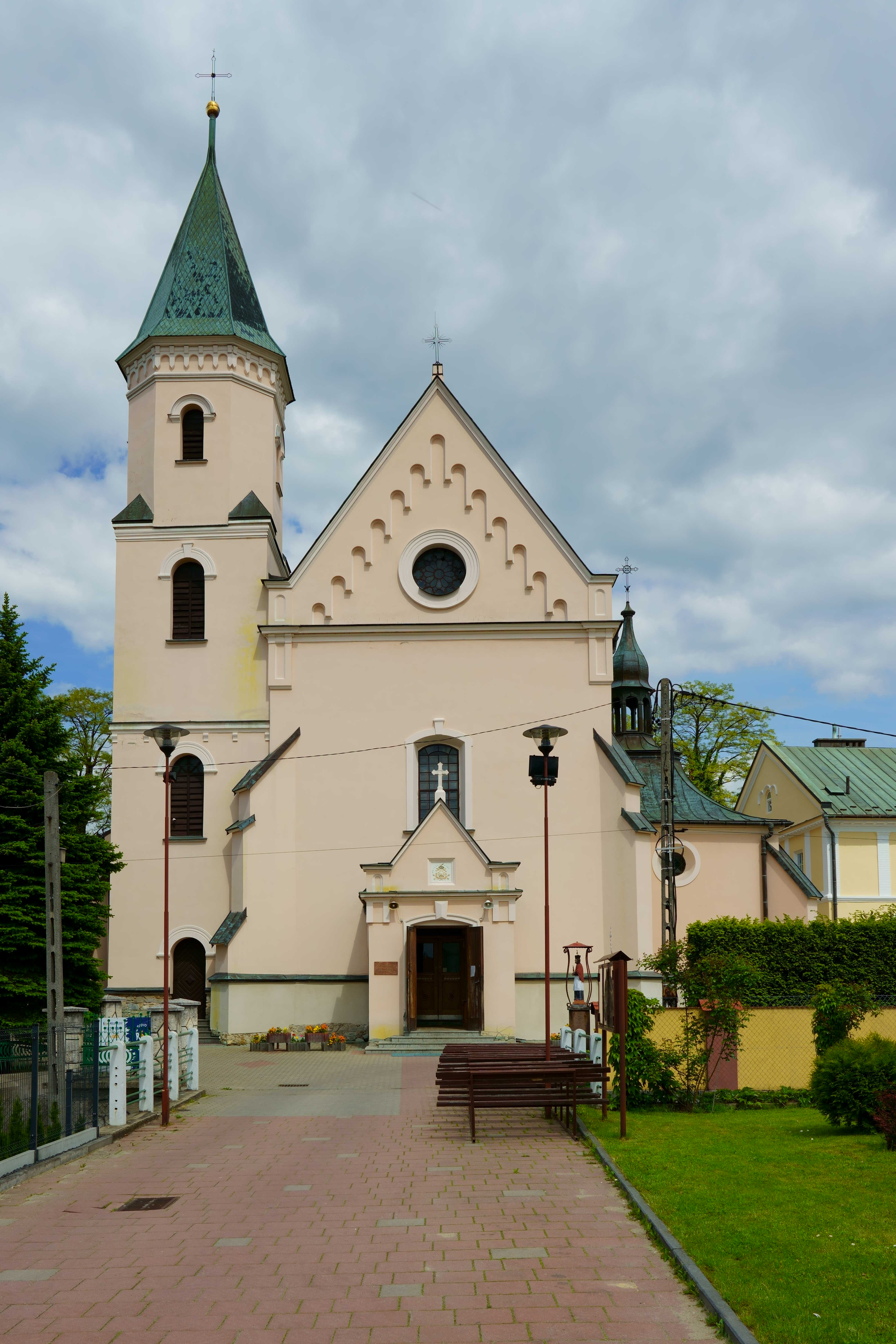
Fasada kościoła

Kościół św. św. Katarzyny i Barbary zbudowano z cegły i kamienia. Orientowany, pierwotnie gotycki, uległ przekształceniom w epoce baroku, a po przebudowach z XIX w. zyskał neoromański wystrój elewacji. Jest to świątynia jednonawowa, z dwoma kaplicami przy nawie. Prezbiterium (o szerokości prawie takiej samej jak nawa) jest zamknięte trójbocznie; od północy przylega do niego zakrystia. Do korpusu od północy dostawiono skonstruowaną na rzucie kwadratu (w najwyższej kondygnacji ośmioboczną) wieżę, a od zachodu – przedsionek (kruchtę).
W latach 2010–2011 i w 2014 r. prowadzono prace konserwatorskie ścian fundamentowych, odkryto wówczas zróżnicowanie historyczne i technologiczne murów świątyni. Najstarszą częścią jest wzniesione z nieregularnych bloków kamienia, noszące gotyckie cechy (ostrołukowe okna w ścianie południowej, skarpy) prezbiterium, które wzniesiono prawdopodobnie na początku XV w. Jeszcze w XV w. dobudowano do niego nieznacznie szerszą nawę. Wydłużone kaplice dostawiono do niej później, w XVI lub XVII w., o czym świadczą pozostałości okna zamkniętego łukiem pełnym oraz oculusy – podparcie ścian kaplic skarpami Nawrocki uznaje za anachronizm. Zarówno kaplice, jak i nawa zostały wzniesione z kamienia i cegły (przy użyciu zaprawy wapiennej).

Plan świątyni wg M. Grabskiego (1995)

Początkowo ściany świątyni były nieotynkowane, zostały pokryte z zewnątrz barwionymi tynkami cementowo-wapiennymi, a od wewnątrz – tynkami wapiennymi. Szczyt fasady zwieńczono arkadowym gzymsem i zaakcentowano oculusem. Wszystkie elewacje zdobią gzymsy podokapowe i obramienia otworów drzwiowych i okiennych.
Prezbiterium, nawa oraz kaplice zostały nakryte sklepieniami kolebkowymi z lunetami, zakrystia jest sklepiona kolebkowo. Posadzki zostały po 1866 r. wyłożone płytkami ceramicznymi. Polichromia została wykonana w 1866 r. przez Jakuba Gucwę, przedstawia m.in. sceny ze Starego Testamentu; była odnawiana w latach 1951–1952 przez Stanisławę Bieńkowską. W kaplicy północnej polichromię wykonał prof. Zdzisław Gedliczka, a w kaplicy południowej – Stanisław Westwalewicz, w 1948 r. (przedstawia sceny z życia św. Józefa)
Otwory okienne kościoła mają zróżnicowany kształt: są zamknięte ostrołukowo, półkoliście i odcinkowo.
Dachy kościoła są kryte blachą. Korpus budowli nakryto dachem dwuspadowym, wieżę wieńczy ostrosłupowy hełm.
Powierzchnia użytkowa obiektu wynosi ok. 400 m², kubatura liczy ok. 3000 m³.

## Wyposażenie
Najstarszym elementem zachowanego wyposażenia kościoła jest późnorenesansowy ołtarz główny z początku XVII w., przekształcony prawdopodobnie dwukrotnie, w XVIII i XIX w. Został on konsekrowany, według daty umieszczonej na portatylu, w 1607 r. Nawrocki przypuszcza, że zastąpił on retabulum gotyckie, które spłonęło w pożarze z 1595 r. – nie ma jednak źródeł, które potwierdzałyby jego istnienie. Drewniany ołtarz ma ok. 8,5 m wysokości i 6 m szerokości, jest pokryty polichromią, wypełnia apsydę świątyni. Jest dwukondygnacyjny; w środkowej arkadzie pierwszej kondygnacji umieszczono krucyfiks datowany na XVII lub XVIII w. oraz figury Matki Bożej i św. Jana datowane na XVII w., wykonane przez innego artystę. Powyżej figur umieszczono obraz namalowany w 1870 roku przez karmelitę Ludwika Zielińskiego, a przedstawiający śś. Katarzynę i Barbarę. W arkadach bocznych drugiej kondygnacji znajdują się figury św. Augustyna oraz św. Tomasza z Villanuevy. Ponad nimi znajdują się figury św. Mikołaja z Tolentino oraz niezidentyfikowanego biskupa, augustianina. W szczycie umieszczono popiersie Boga Ojca w szacie liturgicznej.
Oprócz niego, według stanu z 1995 r., w kościele znajdują się:
- dwa późnobarokowe ołtarze boczne, ustawione przy tęczy, lewy z XVIII-wiecznym obrazem Przemienienia Pańskiego, prawy z obrazami św. Teresy z 1952 r. (namalowany przez Sabinę Kozłowską) oraz św. Marii Magdaleny de’ Pazzi z XVIII w.;
- późnorenesansowy, XVII-wieczny ołtarz w kaplicy północnej z obrazem Matki Bożej Pocieszenia z ok. 1655 r. i figurami śś. Wojciecha i Stanisława;
- barokowy XVIII-wieczny ołtarz znajdujący się w kaplicy południowej, z obrazem św. Józefa z Dzieciątkiem oraz figurami śś. Wojciecha i Stanisława;
- neorokokowe, XIX-wieczne konfesjonały i ambona;
- empora z organami wykonanymi w 1826 r.;
- XVIII-wieczne rzeźby: Chrystus Zmartwychwstały, rokokowa oraz Chrystus upadający pod krzyżem, barokowo-ludowa;
- feretrony w rokokowych ramach z drugiej połowy XVIII w.;
- klasycystyczna monstrancja z 1842 r.;
- trzy dzwony kościelne – dwa odlane w XVII w., jeden z 1930 r.

W oratorium klasztoru, według stanu na 1995 r., znajdują się późnorenesansowy obraz św. Anny Samotrzeciej oraz witraż przedstawiający modlących się zakonników, wykonany w 1938 r. przez R. Ryniewicza wg projektu Jerzego Baranowskiego.